# Tiếng trống Mê Linh
Tiếng trống Mê Linh là vở cải lương kinh điển tại Việt Nam, được công diễn lần đầu tiên năm 1977. Nội dung của vở nói về cuộc khởi nghĩa Hai Bà Trưng trong lịch sử Việt Nam. Vở diễn đã góp phần tạo dựng tên tuổi cho Thanh Nga, Thanh Sang, và được quay thành phim để lưu giữ.
Lời lẽ trong vở diễn được cho là "thật giản dị nhưng đầy chất văn học" và "cho đến bây giờ, Tiếng trống Mê Linh được xem là một vở diễn vào hàng đẹp nhất của sân khấu cải lương Việt Nam".

## Nội dung
Trong thời Bắc thuộc lần 1, người Việt tại Giao Chỉ sống dưới sự cai trị hà khắc của nhà Đông Hán, ngay cả lễ giỗ tổ Hùng Vương cũng không được tổ chức. Vì hận nước, dù sinh mang của chồng là Thi Sách bị Thái thú Tô Định đe dọa giết hại, Trưng Trắc đã lập bàn thờ tế sống chồng mình, cùng em gái Trưng Nhị lãnh đạo người dân Nam khởi nghĩa đánh đuổi quân xâm lược.
Trong vở tuồng, có đoạn Trưng Trắc cất lên lời hiệu triệu: "...Hỡi đồng bào trăm họ / Giặc Đông Hán đang xéo giày đất nước / Nhục nào hơn nhục nô lệ ngoại bang / Thà chết mà đứng thẳng / Không cam chịu sống quỳ / Đất nước Nam cẩm tú / Người dân Nam anh hùng / Trước đền thờ Quốc Tổ / Thề hy sinh giết giặc cứu non sông / Xin thề!"
Vở tuồng chấm dứt khi quân Nam đuổi hết được quân Hán ra khỏi bờ cõi và Trưng Trắc tuyên bố "Hãy nổi trống đồng, cho con cháu ngàn sau tiếp nối hồn thiêng giống nòi bất khuất... Đất nước Nam độc lập muôn đời!"

## Lịch sử
Nguyên tác dựa trên kịch bản ca kịch 5 màn mang tên "Trưng Vương" của soạn giả Việt Dung soạn vào khoảng những năm 1960, được xuất bản vào năm 1972 tại Hà Nội. Sau khi đoàn Thanh Minh được tái lập năm 1975, soạn giả Vĩnh Điền được giao nhiệm vụ chuyển thể vở ca kịch sang cải lương. Ông đặt tên mới cho vở cải lương là "Tiếng trống Mê Linh" và hợp tác với 2 soạn giả khác là Viễn Châu và Nguyễn Phương để hoàn thiện kịch bản. Vở cải lương được đạo diễn Ngô Y Linh dàn dựng trên sân khấu và đưa ra công diễn vào dịp đón xuân 1977. Trong vở hội tụ nhiều diễn viên tài danh từng đoạt giải Thanh Tâm như Thanh Nga (1958), Hùng Minh (1959), Bích Sơn (1960), Thanh Sang (1964) và Bảo Quốc (1967).
Ngay sau khi công diễn, vở cải lương nhận được nhiều lời khen ngợi. Các suất diễn đều chật cứng người xem, gợi nhớ bóng hào quang của đoàn Thanh Minh - Thanh Nga lừng danh trước 1975. Năm 1978, cùng với Bên cầu dệt lụa, Tiếng trống Mê Linh được chọn ghi hình, là những vở cải lương đầu tiên được phát trên sóng truyền hình sau năm 1975.

## Diễn viên
- NSƯT Thanh Nga – Trưng Trắc
- Hà Mỹ Xuân – Trưng Nhị
- Kim Hương – Nàng tía
- NSƯT Ngọc Nuôi – Lê Chân
- Bích Sơn – Thánh Thiên
- NSƯT Thanh Sang – Thi Sách
- Văn Ngà – Tô Định
- NSƯT Hoàng Giang (trước đây là Nghệ Sĩ Chí Hiếu) – Tào Uyên
- NSƯT Hùng Minh – Mã Tắc
- NSƯT Bảo Quốc – Chương Hầu
- Quốc Nhi – Đông Bảng
- Ba Xây – Đô Trinh
- Và các diễn viên khác

## Một số chi tiết đáng chú ý
Trong nhiều tư liệu đều ghi tên đồng soạn giả là Việt Dung - Vĩnh Điền. Trong bản phim lưu trữ ghi chi tiết là "Nhóm kịch tác gia Thanh Minh sáng tác theo kịch bản Trưng Vương của Việt Dung". Theo soạn giả Nguyễn Phương, ngoài phần người chuyển thể chính do soạn giả Vĩnh Điền viết, các lớp diễn hài của Chương Hầu (do Bảo Quốc đóng) và Tào Uyên (Hoàng Giang đóng) là do Nguyễn Phương viết thêm, còn những đoạn chia tay và tế chồng của Trưng Trắc là do Viễn Châu viết. Đây chính là phần khác biệt lớn nhất so với kịch bản gốc. Do bấy giờ, Nguyễn Phương và Viễn Châu đều bị cấm hành nghề nên mỗi người chỉ được thưởng 400 đồng và không được ghi tên là đồng soạn giả chuyển thể với Vĩnh Điền.
Một trong những đoạn diễn ca nổi tiếng nhất trong vở được nhiều người biết đến với tên gọi "Mê Linh biệt khúc" được cho là của soạn giả Vĩnh Điền. Phần nhạc khúc này bắt nguồn từ một bài hát khá thịnh hành ở Đài Loan bấy giờ có tên là "Núi cao xanh" (高山青, Cao sơn thanh). Khác với giai điệu nguyên bản có tiết tấu nhanh, vui tươi, soạn giả Vĩnh Điền đã dùng bài này với tông nhạc da diết bịn rịn hơn hẳn bài gốc, rồi cảm tác từ lớp diễn đó mà đặt thêm một cái tên nữa là "Mê Linh biệt khúc".

## Các lần biểu diễn
Ngoài lớp diễn đầu tiên, góp phần tái hiện ánh hào quang của đoàn cải lương Thanh Minh tái lập sau 1975, về sau, vở cải lương này đã trình diễn nhiều lần, với nhiều thế hệ nghệ sĩ diễn xuất.
Năm 2007 ở Hoa Kỳ, Trung tâm Asia dựng lại trích đoạn với NSƯT Ngọc Huyền và ghép với đoạn clip cũ của NSƯT Thanh Nga (đoạn thề trả thù trước bàn thờ Thi Sách) trong chương trình Asia 55. Tháng 5 năm 2014, trong chương trình Asia 75, Asia lại tái hiện vở tuồng với NSƯT Ngọc Huyền, Tuấn Châu, Y Phụng, Mạnh Quỳnh, Văn Chung.
Năm 2008, NSƯT Phượng Liên, NSƯT Tuấn Thanh, Thanh An, Tuấn Phương,... diễn vở này tại rạp Hưng Đạo, thành phố Hồ Chí Minh.
Tháng 3 năm 2014, vở tuồng được tái hiện lại với NSƯT Phượng Liên, Hồng Nga, NSƯT Hữu Châu và Gia Bảo diễn tại nhà hát Nón Lá (Cung Văn hóa Lao động) và nhà hát Bến Thành, Thành phố Hồ Chí Minh; họ dự tính lưu diễn tại miền Trung và miền Bắc Việt Nam.
Trong chương trình truyền hình Gương mặt thân quen (mùa thứ hai) năm 2014, thí sinh Võ Nguyễn Hoài Lâm đã thể hiện vai NSƯT Thanh Nga và NSƯT Thanh Sang trong trích đoạn vở tuồng này.